# Исландия на летних Олимпийских играх 2012
Исландия на летних Олимпийских играх 2012 будет представлена как минимум в пяти видах спорта.

## Результаты соревнований

### Бадминтон
Спортсменов — 1
Женщины
| Рагна Ингольфсдоттир | одиночный разряд |  |  |  |  |  |  |

### Водные виды спорта

#### Плавание
Спортсменов — 7
В следующий раунд на каждой дистанции проходят лучшие спортсмены по времени, независимо от места занятого в своём заплыве.
Мужчины
| Соревнование         | Спортсмен        | Предварительные заплывы | Предварительные заплывы | Полуфиналы           | Полуфиналы           | Финал                | Финал                |
| Соревнование         | Спортсмен        | Результат               | Место                   | Результат            | Место                | Результат            | Место                |
| -------------------- | ---------------- | ----------------------- | ----------------------- | -------------------- | -------------------- | -------------------- | -------------------- |
| 50 м вольный стиль   | Арни Мар Арнасон | 22,81                   | 31                      | Завершил выступление | Завершил выступление | Завершил выступление | Завершил выступление |
| 1500 м вольный стиль |                  |                         |                         |                      |                      |                      |                      |
| 100 м брасс          |                  |                         |                         |                      |                      |                      |                      |
| 200 м брасс          |                  |                         |                         |                      |                      |                      |                      |
| 400 м комплекс       |                  |                         |                         |                      |                      |                      |                      |

Женщины
| Соревнование                 | Спортсмен                                                                       | Предварительные заплывы | Предварительные заплывы | Полуфиналы | Полуфиналы | Финал     | Финал |
| Соревнование                 | Спортсмен                                                                       | Результат               | Место                   | Результат  | Место      | Результат | Место |
| ---------------------------- | ------------------------------------------------------------------------------- | ----------------------- | ----------------------- | ---------- | ---------- | --------- | ----- |
| 50 м вольный стиль           |                                                                                 |                         |                         |            |            |           |       |
| 100 м баттерфляй             |                                                                                 |                         |                         |            |            |           |       |
| 100 м на спине               |                                                                                 |                         |                         |            |            |           |       |
| 200 м на спине               |                                                                                 |                         |                         |            |            |           |       |
| 100 м брасс                  |                                                                                 |                         |                         |            |            |           |       |
| 200 м брасс                  |                                                                                 |                         |                         |            |            |           |       |
| 200 м комплекс               |                                                                                 |                         |                         |            |            |           |       |
| 4×100 метров комбинированная | Сара Бэйтман Эйгло Оск Густафсдоттир Эва Ханнесдоттир Храфнхильдур Лутерсдоттир |                         |                         |            |            |           |       |

### Гандбол
Спортсменов — 14

#### Мужчины
Состав команды
Результаты
Группа A
| Место | Команда        | И | В | Н | П | ГЗ  | ГП  | +/- | Очки |
| ----- | -------------- | - | - | - | - | --- | --- | --- | ---- |
| 1     | Исландия       | 5 | 5 | 0 | 0 | 167 | 132 | +35 | 10   |
| 2     | Франция        | 5 | 4 | 0 | 1 | 159 | 110 | +49 | 8    |
| 3     | Швеция         | 5 | 3 | 0 | 2 | 156 | 115 | +41 | 6    |
| 4     | Тунис          | 5 | 2 | 0 | 3 | 121 | 125 | −4  | 4    |
| 5     | Аргентина      | 5 | 1 | 0 | 4 | 113 | 137 | −25 | 2    |
| 6     | Великобритания | 5 | 0 | 0 | 5 | 96  | 182 | −86 | 0    |

| 29 июля 09:30 (UTC+1) | Отчёт | Исландия                    | 31:25 (15:14) | Аргентина         | Коппер Бокс Зрителей: 3701 Судьи: Ларс Гайпель, Маркус Хельбиг |
| 29 июля 09:30 (UTC+1) | Отчёт | Гудьон Валур Сигурдссон — 7 | Голы          | Диего Симонет — 5 | Коппер Бокс Зрителей: 3701 Судьи: Ларс Гайпель, Маркус Хельбиг |

| 31 июля 09:30 (UTC+1) | Отчёт | Тунис            | 22:32 (8:19) | Исландия             | Коппер Бокс Зрителей: 3559 Судьи: Мохамед Аль-Нуаими, Омар Омар |
| 31 июля 09:30 (UTC+1) | Отчёт | Амин Баннур — 10 | Голы         | Арон Пальмарссон — 8 | Коппер Бокс Зрителей: 3559 Судьи: Мохамед Аль-Нуаими, Омар Омар |

| 2 августа 21:15 (UTC+1) | Отчёт | Швеция             | 32:33 (13:17) | Исландия             | Коппер Бокс Зрителей: 4590 Судьи: Георгий Начевский, Славе Николов |
| 2 августа 21:15 (UTC+1) | Отчёт | Йонас Колльман — 9 | Голы          | Арон Пальмарссон — 9 | Коппер Бокс Зрителей: 4590 Судьи: Георгий Начевский, Славе Николов |

| 4 августа 19:30 (UTC+1) | Отчёт | Исландия                 | 30:29 (16:15) | Франция             | Коппер Бокс Зрителей: 4521 Судьи: Ненад Крстич, Петер Любич |
| 4 августа 19:30 (UTC+1) | Отчёт | Александер Петерссон — 6 | Голы          | Жером Фернандес — 9 | Коппер Бокс Зрителей: 4521 Судьи: Ненад Крстич, Петер Любич |

| 6 августа 16:15 (UTC+1) | Отчёт | Исландия                    | 41:24 (18:15) | Великобритания     | Коппер Бокс Зрителей: 4856 Судьи: Мансур Абдулла, Салех Бамутреф |
| 6 августа 16:15 (UTC+1) | Отчёт | Гудьон Валур Сигурдссон — 8 | Голы          | Стивен Ларссон — 9 | Коппер Бокс Зрителей: 4856 Судьи: Мансур Абдулла, Салех Бамутреф |

1/4 финала
| 8 августа 11:00 (UTC+1) | Отчёт | Исландия                    | 33:34 (12:16, 15:11, 3:3, 3:4) | Венгрия        | Баскетбольная арена Зрителей: 9063 Судьи: Нордин Лазар, Лоран Ревере |
| 8 августа 11:00 (UTC+1) | Отчёт | Гудьон Валур Сигурдссон — 8 | Голы                           | Ласло Надь — 9 | Баскетбольная арена Зрителей: 9063 Судьи: Нордин Лазар, Лоран Ревере |

Итог: 5-е место

### Дзюдо
Спортсменов — 1
Мужчины
| Категория    | Спортсмен        | Турнир       | 1/16 финала        | 1/8 финала         | Четвертьфинал      | Полуфинал          | Финал              | Место |
| Категория    | Спортсмен        | Турнир       | Соперник Результат | Соперник Результат | Соперник Результат | Соперник Результат | Соперник Результат | Место |
| ------------ | ---------------- | ------------ | ------------------ | ------------------ | ------------------ | ------------------ | ------------------ | ----- |
| свыше 100 кг | Тордюмор Йонссон | За 1-е место |                    |                    |                    |                    |                    |       |
| свыше 100 кг | Тордюмор Йонссон | За 3-е место |                    |                    |                    |                    |                    |       |

### Лёгкая атлетика
Спортсменов — 2
Мужчины
| Дисциплина | Спортсмен | Предварительный раунд | Предварительный раунд | Четвертьфиналы | Четвертьфиналы | Полуфиналы | Полуфиналы | Финал     | Финал |
| Дисциплина | Спортсмен | Результат             | Место                 | Результат      | Место          | Результат  | Место      | Результат | Место |
| ---------- | --------- | --------------------- | --------------------- | -------------- | -------------- | ---------- | ---------- | --------- | ----- |
| марафон    |           |                       |                       |                |                |            |            |           |       |

Женщины
| Дисциплина    | Спортсмен | Предварительный раунд | Предварительный раунд | Четвертьфиналы | Четвертьфиналы | Полуфиналы | Полуфиналы | Финал     | Финал |
| Дисциплина    | Спортсмен | Результат             | Место                 | Результат      | Место          | Результат  | Место      | Результат | Место |
| ------------- | --------- | --------------------- | --------------------- | -------------- | -------------- | ---------- | ---------- | --------- | ----- |
| метание копья |           |                       |                       |                |                |            |            |           |       |